# Research fellow
El título de research fellow (miembro investigador) es utilizado en los países de habla inglesa para designar una posición de investigación en una Universidad o institución similar, usualmente para los miembros o personal de una facultad.
En contraste con un 'asistente de investigación' u 'oficial de investigación', la posición de research fellow requiere normalmente un doctorado, o trabajo equivalente por ejemplo en la industria. Algunos research fellows llevan a cabo una investigación postdoctoral o tienen algunas responsabilidades de enseñanza moderadas. Las posiciones de investigador miembro varían en diferentes países e instituciones académicas. En alguno casos, son permanentes con la posibilidad de promoción, mientras que en otros son temporales.
Para aquellos con un título de doctor, un periodo de investigación académica inmediatamente después de haber obtenido el título —conocido como postdoctoral fellowship o postdoc— es preferido cada vez más por los empleadores.[cita requerida] Estos postdocs pueden durar varios años con salarios bajos y poca independencia, incrementando efectivamente el costo de los títulos de doctor en tiempo e ingreso perdido. Una vez en la industria, los trabajadores con títulos doctorales usualmente comienzan como investigadores, llevando a cabo y diseñando proyectos de investigación con cierto grado de autonomía. Con su entrenamiento en investigación y experiencia especializada, los científicos o ingenieros con títulos doctorales diseñan, realizan, y analizan experimentos o estudios. Para mantenerse al día en sus campos, los investigadores con frecuencia asisten a conferencias, leen publicaciones especializadas, y se reúnen con colegas en la industria y el mundo académico.

## Estados Unidos y Canadá
Los investigadores pueden ser nombrados como research fellow de la facultad como miembro de la facultad sin el derecho de empleo por tiempo indefinido. Algunos investigadores research fellows son visitantes de otra institución.